# João Lourenço (fotbalista)
João Lourenço (* 8. dubna 1942 Alcobaça) je bývalý portugalský fotbalista, útočník.

## Fotbalová kariéra
Začínal v týmu Académica de Coimbra. Dále hrál v portugalské lize za Sporting Lisabon. Se Sportingem Lisabon vyhrál dvakrát portugalskou ligu a jednou Portugalský pohár. V Poháru mistrů evropských zemí nastoupil v 5 utkáních a dal 4 góly, v Poháru vítězů pohárů nastoupil ve 4 utkáních a dal 2 góly a ve Veletržním poháru nastoupil v 18 utkáních a dal 12 gólů. Na Mistrovství světa ve fotbale 1966 byl členem bronzové portugalské reprezentace, ale v utkání nenastoupil.

## Ligová bilance
| Ročník                        | Zápasy | Góly | Klub                 |
| ----------------------------- | ------ | ---- | -------------------- |
| 1. portugalská liga 1960/1961 | -      | -    | Académica de Coimbra |
| 1. portugalská liga 1961/1962 | -      | -    | Académica de Coimbra |
| 1. portugalská liga 1962/1963 | -      | -    | Académica de Coimbra |
| 1. portugalská liga 1963/1964 | -      | -    | Académica de Coimbra |
| 1. portugalská liga 1964/1965 | -      | -    | Sporting Lisabon     |
| 1. portugalská liga 1965/1966 | -      | -    | Sporting Lisabon     |
| 1. portugalská liga 1966/1967 | -      | -    | Sporting Lisabon     |
| 1. portugalská liga 1967/1968 | -      | 18   | Sporting Lisabon     |
| 1. portugalská liga 1968/1969 | -      | -    | Sporting Lisabon     |
| 1. portugalská liga 1969/1970 | -      | -    | Sporting Lisabon     |
| 1. portugalská liga 1970/1971 | -      | -    | Sporting Lisabon     |
| 1. portugalská liga 1971/1972 | -      | -    | Sporting Lisabon     |
| CELKEM 1. portugalská liga    | 197    | 133  |                      |